# Лісниченська сільська рада
| Лісниченська сільська рада — колишній орган місцевого самоврядування у Бершадському районі Вінницької області з адміністративним центром у с. Лісниче. Сільраді були підпорядковані населені пункти: - с. Лісниче - с. Вовчок |

## Склад ради
Рада складалася з 16 депутатів та голови.

## Керівний склад сільської ради
| ПІБ                           | Основні відомості                                                                  | Дата обрання | Дата звільнення |
| ----------------------------- | ---------------------------------------------------------------------------------- | ------------ | --------------- |
| Світайло Олександр Григорович | Сільський голова, 1959 року народження, освіта, член Соціалістичної партії України | 26.03.2006   | 31.10.2010      |
| Світайло Олександр Григорович | Сільський голова, 1959 року народження, освіта вища                                | 31.10.2010   |                 |

Примітка: таблиця складена за даними джерела